# Stazione di Vizzavona
La stazione di Vizzavona (in francese: Gare de Vizzavona: in corso: Gara di Vizzavona) è la stazione ferroviaria della linea Bastia – Ajaccio a servizio dell'omonima località del comune di Vivario (Alta Corsica). È situata a 906 metri d'altitudine, al culmine della linea, in prossimità del confine di dipartimento. 

Ubicata a metà percorso del sentiero GR20, la stazione di Vizzavona è un punto di ritrovo importante per gli escursionisti, che possono sceglierla come punto di partenza o di arrivo.
Di proprietà della Collectivité Territoriale de la Corse (CTC), è gestita dalla Chemins de fer de la Corse (CFC).

## Storia
La stazione fu aperta il 14 luglio 1889 assieme al tronco proveniente da Bocognano.
Tra il 2008 e il 2009, l'impianto ferroviario è stato oggetto di lavori per il rinnovo dell'armamento. A conclusione degli stessi il fabbricato viaggiatori è stato riaperto al servizio e dotato di una sala d'aspetto con biglietteria.

## Strutture ed impianti

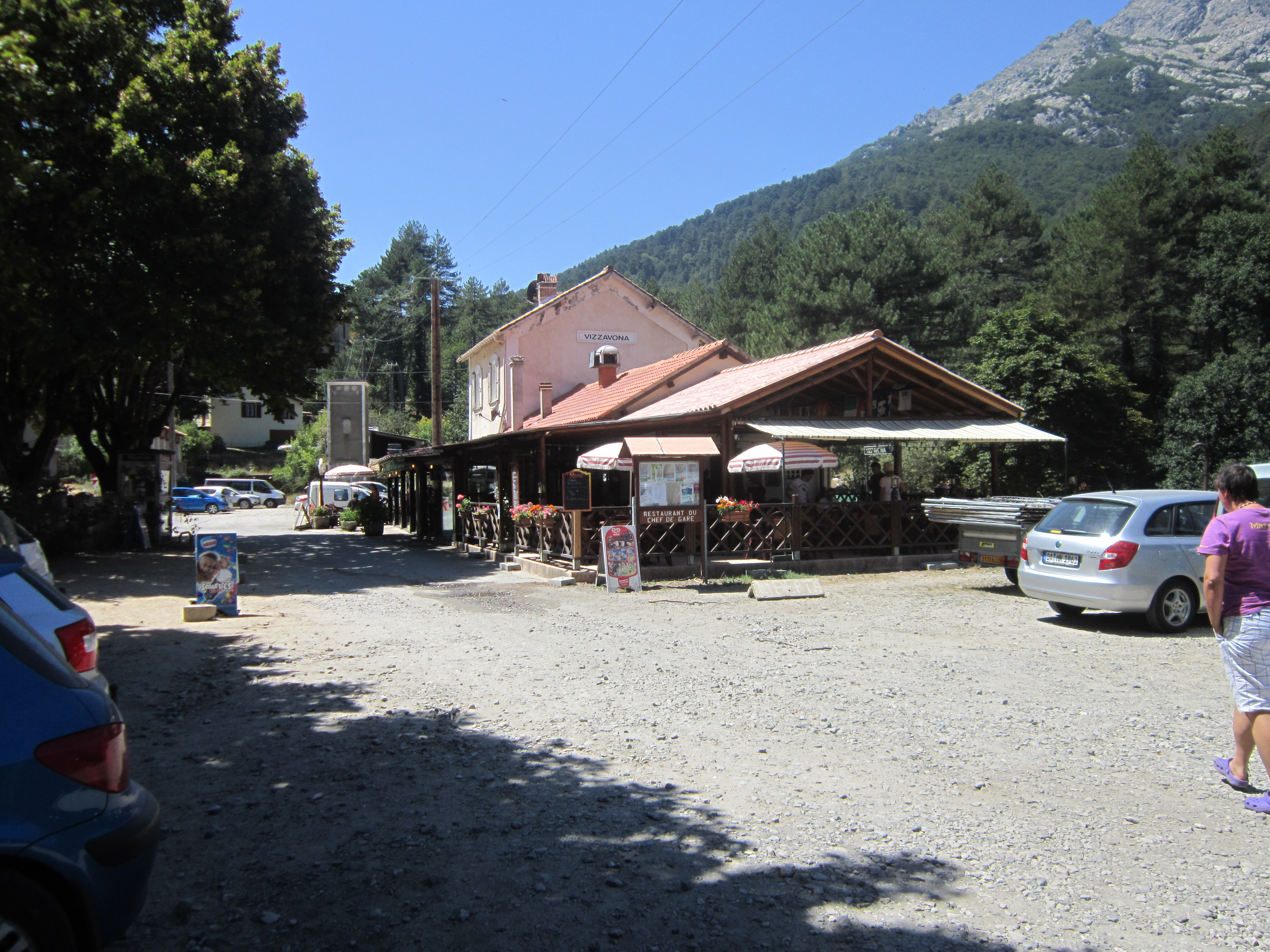
Zona ristoro per escursionisti

La stazione è dotata del tipico fabbricato viaggiatori delle ferrovie della Corsica. Sul suo lato settentrionale è adagiato il fabbricato ristorante (buffet), mentre su quello meridionale è presente un'ala ad un unico livello fuori terra riservata al magazzino e ad altri locali di servizio.
Il piazzale è composto da due binari, entrambi serviti da banchina. È presente un binario tronco, prosecuzione del primo binario, per il deposito del materiale rotabile. In origine era presente un terzo binario, anch'esso tronco, al cui termine era posizionata una piattaforma girevole per le giratura delle locomotive a vapore.

### La galleria di Vizzavona
All'uscita sud della stazione è posto l'imbocco della galleria omonima che, passando sotto il colle di Vizzavona, mette in comunicazione la valle del fiume Vecchio con quella della Gravona.
I lavori di perforazione, iniziati nel 1880, furono rallentati a seguito di infiltrazioni d'acqua. Il primo treno poté passare solo nel 1889.
L'ingresso del tunnel è alla quota di 901 m, e l'uscita alla quota di 828 m s.l.m.; esso ha pertanto una pendenza costante del 2%. Con i suoi 3916 m, è la galleria più lunga della rete ferroviaria della Corsica e, nell'insieme delle linee a scartamento ridotto, risulta essere anche la più lunga di Francia.

## Movimento
Nell'orario invernale e feriale, la stazione è servita da tre coppie di corse, esercite dalla CFC, della direttrice Bastia – Ajaccio che si riducono a due in quello festivo.